# Smart 3
La Smart #3 (si legge "Hashtag Three" ed è stilizzata come smart #3) è un'autovettura elettrica di tipo crossover SUV a prodotta dal 2023 dalla casa automobilistica tedesca Smart.

## Profilo e contesto

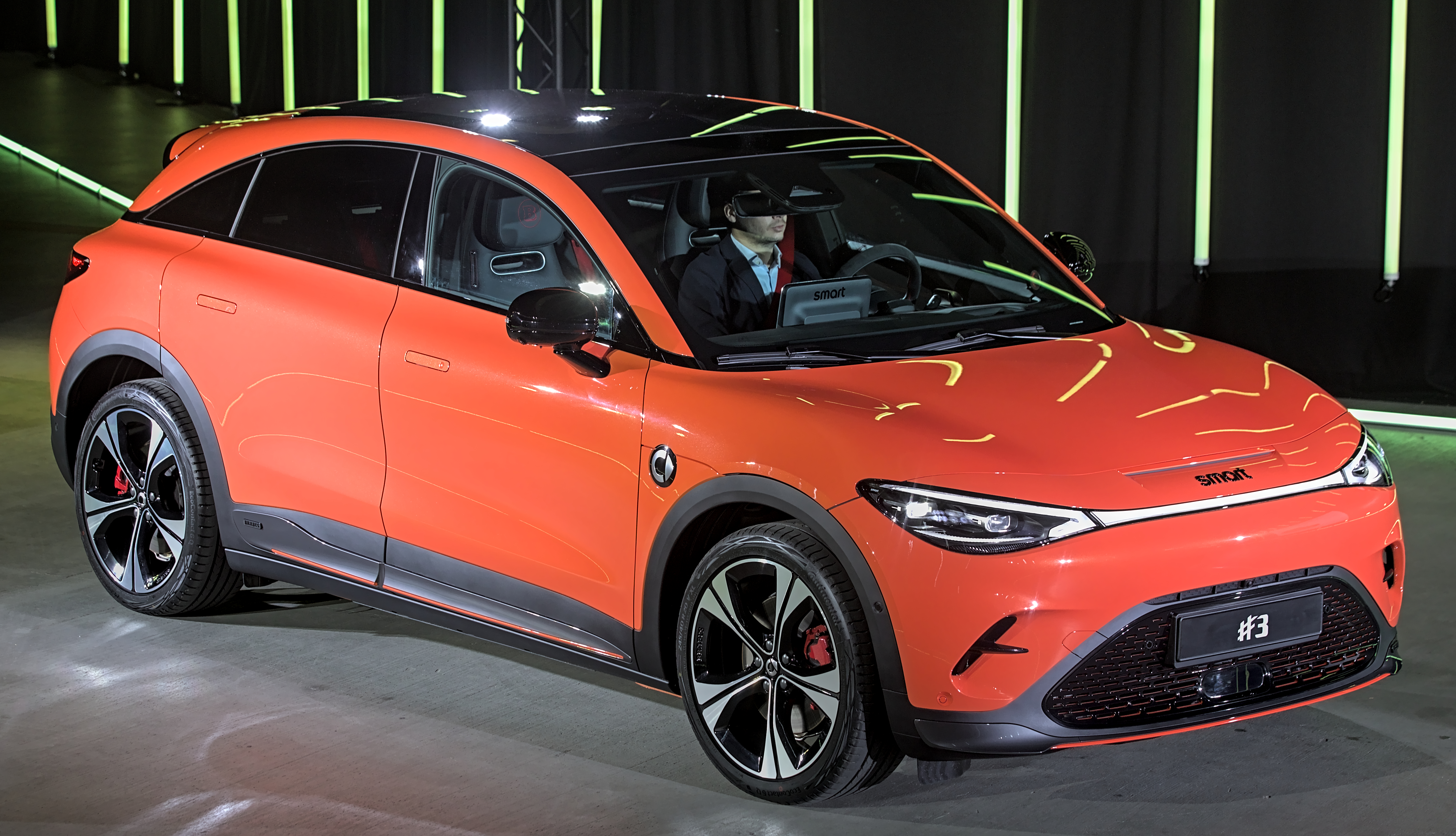
Smart #3 Brabus

La vettura, un crossover SUV compatto elettrico di medie dimensioni sviluppato e prodotto dalla Smart attraverso la joint venture tra Mercedes-Benz Group e Geely Holding Group, è il secondo veicolo del nuovo corso della casa teutonica. Il modello si basa sulla piattaforma per veicoli elettrici Sustainable Experience Architecture (SEA) sviluppata dalla Geely.
Il design interno ed esterno della #3 è opera della Mercedes-Benz, mentre la Geely si occupa dello sviluppo della parte tecnica e meccanica.
Nel novembre 2022 alcune immagini dei brevetti e del progetto sono trapelate in rete poiché il Ministero cinese dell'Industria e della tecnologia dell'informazione richiede ai produttori di fornire foto e dati dei veicoli prima di venderli sul territorio cinese.
La Smart #3 ha debuttato ufficialmente il 17 aprile 2023 al salone di Shanghai.
A spingere la vettura ci sono due motorizzazioni composte entrambe da un motore elettrico sincrono a magneti permanenti: una a motore singolo da 272 CV (200 kW) e una bimotore da 428 CV (315 kW) per la versione Brabus. Ad alimentare il sistema moto-propulsivo c'è una batteria dalla capacità di 66 kWh al nichel-cobalto-manganese.